# Pierre Vaisse
Pierre Vaisse (1938) è uno storico dell'arte francese naturalizzato svizzero. Professore emerito all'Università di Ginevra, è specializzato nel Rinascimento tedesco e nella pittura francese del XIX secolo. Ha fondato la rivista Histoire de l'art nel 1988 e tenuto una rubrica sul Figaro sulla critica d'architettura dal 1981 al 1989.

## Biografia
Frequentato il corso di lettere classiche presso la Scuola normale superiore di Ulma, Vaisse ha insegnato alle università di Monaco, Bucarest, Tubinga e Würzburg, prima di diventare assistente di storia dell'arte moderna e contemporanea alla Sorbona. La sua tesi di dottorato porta il titolo di La Troisième République et les peintres.
Professore di storia dell'arte contemporanea alle università di Lione 2 poi di Paris-Nanterre, raggiunge quella di Ginevra nel 1992.
Pierre Vaisse è cavaliere dell'Ordine delle arti e delle lettere.

## Opere scelte
- Dürer : Lettres, écrits théoriques et Traité des proportions, Hermann, Parigi, 1964
- Deux façons d'écrire l'histoire : Le legs Caillebotte, Institut national d'histoire de l'art
- La Troisième République et les peintres, Flammarion, 1995
- Dürer, Fayard, coll. « Histoire de l'art », 1995, 268 p. ISBN 2-213-59402-3
- Reître ou chevalier ? Dürer et l'idéologie allemande, Maison des sciences de l'homme, coll. « Passerelles », 2006 ISBN 2-7351-1126-1
- (Con Piero Bianconi), Tout l'œuvre peint de Grünewald, Flammarion, coll. « Les Classiques de l'art », 1984 ISBN 2-08-010264-8
- (Con Sylvie Ramond), Le Temps de la peinture, 1800-1914, Lyon, musée des beaux-arts, 2007
- (Con James Kearns), Ce Salon à quoi tout se ramène : le Salon de peinture et de sculpture, 1791-1890, éd. Peter Lang, 2010